# Vaccinieae
Tribu
Les Vaccinieae sont une tribu de plantes à fleurs dicotylédones de la famille des Ericaceae, sous-famille des Vaccinioideae, à répartition quasi-cosmopolite, qui comprend environ 1000 espèces. La tribu comprend des plantes ligneuses morphologiquement diverses Les espèces de Vaccinieae se rencontrent dans tous les continents sauf l'Australie et l'Antarctique. Des analyses génétiques ont montré que les Vaccinieae sont un groupe monophylétique. 
Le genre-type de la tribu est Vaccinium.

## Taxinomie

### Liste des genres
Selon NCBI (21 octobre 2020) :
- Agapetes D.Don ex G.Don
- Anthopterus Hook.
- Cavendishia Lindl., 1835
- Ceratostema Juss.
- Costera J.J.Sm.
- Demosthenesia A.C.Sm.
- Dimorphanthera (F.Muell. ex Drude) F.Muell.
- Diogenesia Sleumer
- Disterigma (Klotzsch) Nied.
- Gaylussacia Kunth, 1819
- Gonocalyx Planch. & Linden, 1856
- Macleania Hook., 1837
- Notopora Hook.f.
- Oreanthes Benth.
- Orthaea Klotzsch
- Paphia Seem., 1864
- Pellegrinia Sleumer, 1935
- Plutarchia A.C.Sm., 1936
- Polyclita A.C.Sm.
- Psammisia Klotzsch
- Satyria Klotzsch
- Semiramisia Klotzsch
- Siphonandra Klotzsch
- Sphyrospermum Poepp. & Endl.
- Symphysia C.Presl
- Themistoclesia Klotzsch
- Thibaudia Ruiz & Pav. ex J.St.-Hil.
- Utleya Wilbur & Luteyn
- Vaccinium L., 1753